# Липомо
Липомо (итал. Lipomo) је насеље у Италији у округу Комо, региону Ломбардија.
Према процени из 2011. у насељу је живело 5508 становника. Насеље се налази на надморској висини од 363 м.

## Становништво
Према резултатима пописа становништва 2011. у општини је живело 5.800 становника.
| 1936. | 1951. | 1961. | 1971. | 1981. | 1991. | 2001. | 2011. |
| ----- | ----- | ----- | ----- | ----- | ----- | ----- | ----- |
| 600   | 695   | 924   | 2.586 | 5.240 | 5.784 | 5.523 | 5.800 |